# 陸軍諜報33
『陸軍諜報33』（りくぐんちょうほう33、Army Intelligence 33 ）は、1968年の日本映画。主演 ： 千葉真一、監督 ： 小林恒夫、製作 ： 東映。モノクロ・シネマスコープ、88分。

## 解説
家族の絆や友情など過去との繋がりを一切断ち、黙々と使命に取り組むスパイの活躍をリアルタッチで再現した作品。諜報員を育成する陸軍中野学校で厳しい訓練を受けた将校が、暗躍する外国諜報機関の企みを暴く任務に就く主人公・山本和夫に千葉真一が扮する。同年のテレビドラマ『キイハンター』でスパイと戦う国際警察の一員として千葉は主演しているが、本作では陸軍中野学校で訓練を受けて一人前のスパイとなり、北ボルネオでイギリス軍による油田爆破計画を阻止する物語が描かれている。主な脇役には和夫の義理の弟・柿沼に吉田輝雄。ドイツ人スパイの情婦に緑魔子。柿沼を騙して運び屋をさせ、祖国を裏切る大学教授に根上淳。日本の協力者でボルネオにいるスハルト・ダナンに池部良、尋常でない手段で和夫を陸軍中野学校へスカウトする秋山少佐に丹波哲郎らが配された。キャッチコピーは「軍隊脱走！死んだ筈の男が生きていた - 型破りの千葉アクションでみせる㊙スパイ大作戦！！」。1974年に同じモチーフだがキャストや物語が異なる『ルバング島の奇跡 陸軍中野学校』（1974年）が製作され、この映画でも千葉は主演している。

## ストーリー
1940年（昭和15年）、陸軍将校・山本和夫は妹の素子と柿沼との結婚式に出席し、幸せに包まれていた。その帰りに身に覚えのない罪で逮捕、軍法会議で位階勲等を剥奪され、懲役刑を言い渡される。これは和夫を陸軍中野学校の四期生へ引き抜き、家族・友人・社会との繋がりを絶つために行われたものであった。和夫は同期のメンバーと共に厳しい訓練を受け、一人前の諜報員に養成されていく。1941年（昭和16年）、卒業した和夫は外国の諜報網を壊滅、北ボルネオでの特殊作戦などの任務に就き、祖国のために粉骨砕身の活躍をする。

## キャスト
- 千葉真一 ： 山本和夫

- 吉田輝雄 ： 柿沼一郎
- 緑魔子 ： 露口杏子
- 今井健二 ： 正田
- 市川好朗 ： 冴村
- 萩玲子 ： 山本素子
- 水戸光子 ： 山本民子
- 根上淳 ： 佐々木実
- 室田日出男 ： 奥大尉
- 河合絃司 ： 裁判官
- 瞳麗子 ： 車中の人妻
- ピーター・ウィリアムス ： ドールマン
- オスマン・ユセフ ： アルフレット・ハイゼ
- 沢彰謙 ： 柘植所長
- 田畑孝 ： 花原
- 岡野耕作 ： 刑務所長
- 相馬剛三 ： 潜水艦艦長
- 仲原新二 ： 憲兵将校
- 小塚十紀雄 ： 老人
- 片山滉 ： 編集局長
- 植田灯孝 ： 憲兵中尉
- 北峰有二 ： 陸軍省課長
- 川田信一 ： 看守
- 斎藤力 ： 憲兵下士官
- 伊藤慶子 ：
- 鈴木義征 ： 助教
- 佐川二郎 ： 憲兵隊受付
- 田川恒夫 ： 警官
- 高須準之助 ： 研究会会員 ※ノンクレジット
- 池部良 ： スハルト・ダナン
- 丹波哲郎 ： 秋山少佐

## スタッフ
- 監督 ： 小林恒夫
- 企画 ： 今田智憲・栗山富郎・太田浩児
- 脚本 ： 高岩肇・金子武郎
- 撮影 ： 仲沢半次郎
- 録音 ： 小松忠之
- 照明 ： 桑名史郎
- 美術 ： 中村修一郎
- 音楽 ： 木下忠司
- 編集 ： 長沢嘉樹
- 助監督 ： 三堀篤
- 進行主任 ： 清河朝友
- 現像 ： 東映化学工業
- スチール ： 藤井善男